# Mount Murchison, George V Coast
Mount Murchison är ett berg i Antarktis. Det ligger i Östantarktis. Australien gör anspråk på området. Toppen på Mount Murchison är 567 meter över havet, eller 167 meter över den omgivande terrängen. Bredden vid basen är 11,5 km.
Terrängen runt Mount Murchison är kuperad åt sydost, men åt nordväst är den platt. Trakten är obefolkad. Det finns inga samhällen i närheten.